# Autogoverno
L'autogoverno (espressione derivata dall'istituto del self-government, tipico dei paesi anglosassoni) è la condizione di quegli enti pubblici di tipo corporativo che si amministrano per mezzo di propri organi i cui componenti sono scelti direttamente dal corpo elettorale degli associati.

## Caratteristiche
L'autogoverno è tipico degli enti territoriali locali, ma lo si può trovare anche in enti di altro tipo (si pensi, con riferimento all'ordinamento italiano, agli ordini e collegi professionali). Oltre a questo significato di autogoverno nel senso amministrativo, l'espressione autogoverno viene usata nei trattati di diritto internazionale per indicare la facoltà di un Popolo alla l'autodeterminazione di proprie Istituzioni sovrane. Il diritto all'autogoverno delle amministrazioni locali è previsto dalla "Carta delle Autonomie Locali" del Consiglio d'Europa, quindi non è una legge dell'Unione Europea ma è stata ratificata come legge interna da quasi tutti gli stati membri dell'OSCE.
L'Italia ha ratificato la "Carta delle Autonomie Locali" del Consiglio d'Europa con la legge LEGGE 30 DICEMBRE 1989, n. 439 (GU n. 017 SUPPL.ORD. del 22/01/1990) .Il principio di autogoverno è riconosciuto di fatto, anche nei loro alcuni statuti, alle Regioni e alle province a statuto speciale.
Per esempio le norme di trattamento dei dipendenti sono particolari nella Regione Siciliana, e nelle province di Trento e Bolzano, con trattamenti economici del tutto differenti dagli altri enti regionali e provinciali.
In Italia, una forma storica di autogoverno, seppure parziale, è il Consiglio Superiore della Magistratura (CSM), che è l'organo di autogoverno della Magistratura. Esso decide sui procedimenti disciplinari dei magistrati. È un autogoverno parziale in quanto il CSM è composto solo in parte da magistrati.